# Isthmohyla rivularis
Isthmohyla rivularis es una especie de anfibios de la familia Hylidae.
Habita en montanos húmedos de Costa Rica y el oeste de Panamá, a altitudes entre 1210 y 2040 m.
Actualmente está amenazada de extinción por la destrucción de su hábitat natural. Aunque se consideró extinta en los años 1980, fue redescubierta en el bosque de Monteverde (Costa Rica) y una hembra fue encontrada en 2008.